# 2 kompania Baonu średzkiego
2 kompania Baonu średzkiego – ochotnicza kompania piechoty biorąca udział w powstaniu wielkopolskim. Liczyła 206 ludzi (według spisu z 14 kwietnia 1919).